# Jens Lindgren
Jens "Jesse" Lindgren, född 19 juli 1945 i Stockholm är en svensk jazzmusiker och orkesterledare. Hans huvudsakliga instrument är trombon.

## Biografi
Jens Lindgren började spela banjo och trombon i Stockholms skolorkestrar (Eagle Band, Jazzgossarna m.fl.) i början av 1960-talet. 1964 blev han medlem i Kustbandet, och sedan 1988 är han också orkesterns ledare och presentatör. Parallellt med Kustbandet har han framträtt, gjort inspelningar och turnerat med egna mindre grupper och som gästsolist såväl i Sverige som internationellt.
Jens Lindgren är en representant för 20- och 30-talsjazzen i Sverige med New Orleans-idiomet som specialitet. Han har framträtt med Kustbandet på New Orleans Jazz & Heritage Festival,  även som solist med New Orleans jazzgrupper (bl.a. Preservation Hall Jazz Band, Duke Heitger’s Steamboat Stompers och Palm Court Jazz Band)
1977-2015 har han medverkat i Garrison Keillors direktsända (nu nerlagda) radioshow A Prairie Home Companion, liksom på kryssningar i deras regi.
Lindgren fick 2000 uppdraget att välja ut en mindre grupp musiker som skulle ingå i ”Det svenska jazzlandslaget” vid konserten Absolut Jazz in Carnegie Hall samma år.   Till denna grupp, Classic Jazz Band, knöts även på sidokonserter pianisten Ulf Johansson Werre och klarinettisten Örjan Kjellin (=Orange Kellin).
Han är sedan 2015 förste vikarie för trombonisten Bob Hunt med The Big Chris Barber Band.
Lindgren har varit verksam som producent vid Sveriges Radio med jazzhistoriska program som specialitet (såsom Jesses Jazzbar, Jazz Me Blues, Jazzgalleriet och Jazzklassiker). För SR:s underhållningsavdelning producerade Lindgren tillsammans med vännen och kollegan Eddie Bruhner 1980-82 även underhållningsprogrammen Inbillningsradion och Rester i Radio. .
Lindgren undervisar sedan 2007 i jazzhistoria vid Musikhögskolan i Stockholm.
Lindgren är far till musikerna Carl-Uno Lindgren och John Lindgren som är med i bandet Hoffmaestro & Chraa.
1987-2010 förestod Lindgren Jazzavdelningen vid Svenskt visarkiv 
Lindgren levde länge med Inga Lantz, riksdagsledamot för Vänsterpartiet Kommunisterna mellan 1973 och 1988.

## Utmärkelser/stipendier
Jesse har tilldelats kulturstipendier från bl.a. Stockholms kulturnämnd, Kulturrådet (turnéer till Indien, Argentina och Australien), Föreningen Klassisk Jazz och FÄJM (Föreningen för Ädel Jazzmusik). Grammisnominerad för CD:n Drop me off in Harlem 1996 (Harlem Jazz Camels).

## Diskografi
2007 publicerade Gerald Bielderman ”Jens ’Jesse’ Lindgren Discography”, som omfattar åren 1963-2017. 

### Album (urval)
- 1991 – Ösregn (Kustbandet)
- 1994 – Down in Honky Tonk Town (Classic Jazz Band)
- 1995 – On Revival Day (Kustbandet med Carol Leigh)
- 1996 – Louis Armstrong’s 50 Hot Choruses, vol. 1-2 (med Bent Persson)
- 1999 – I’m Glad (Classic Jazz Band med Tom Pletcher)
- 1999 – Blue Feeling (Classic Jazz Band med Dan Barrett)
- 2000 – Absolut Jazz in Carnegie Hall (Classic Jazz Band med Örjan Kjellin)
- 2000 - The Man from Harlem (Kustbandet)
- 2001 – Bouncin’ Around (New Orleans Pelicans, Australien)
- 2005 – Blue Rhythm Fantasy (Kustbandet)
- 2006 – Louis Armstrong’s 50 Hot Choruses, vol. 2-3 (med Bent Persson)
- 2007 – Live at the Pawnshop (Blue Five med Eva Taylor / insp. 1976)
- 2010 – Old Time Religion (Jesse’s New Orleans Band med Anna Sise)
- 2012 – Let’s Have A Jubilee (Kustbandet – bilaga till jubileumsbok)